# Bar Kokhba-revolten
Bar Kokhba-revolten, även kallad tredje judiska kriget, leddes av Simon bar Kokhba, och utgjorde det andra judiska upproret mot romerska imperiet på judisk mark från år 132 till 135.
Revolten ledde till att den sista sammanhängande bosättningen i den romerska provinsen Iudaea förintades och att den största delen av den kvarvarande judiska befolkningen fördrevs från provinsen. Judarna levde hädanefter dels i norra delen, i Galileen och () i ”diasporan”.  Det existerade dock hela tiden judiska bosättningar i området. Det förekom också viss inflyttning från både Europa och områden i Mellanöstern ända till 1948 då staten Israel grundades.

## Orsak till upproret
Orsaken till upproret är oklar. Några källor berättar om ett förbud mot omskärelse samt om avsikten att bygga ett romerskt tempel på grunden till det av romarna i det första judiska kriget förstörda judiska templet. Andra källor gör gällande att romarna hade för avsikt att bygga en ”colonia” med namnet Aelia Capitolina på samma plats som det tydligen ännu inte återuppbyggda Jerusalem.
Byggandet av den nya staden istället för Jerusalem kan genom fynd av romerska mynt på den här platsen dateras till året 131. Andra källor, Pausanius eller Eusebius, talar bara om ett allmänt judiskt missnöje mot romarna och talar inte om någon egentlig orsak.

## Revolten
Rabbi Akiba, som stödde revolten, trodde att Bar Kochba (stjärnans son, riktiga namnet antagligen Simon Ben Kosiba) var den länge förväntade Messias. Hans profetior var, att revolten skulle vara framgångsrik, men trots att kriget började hoppfullt för judarna slutade det i fullständig katastrof. Kejsare Hadrianus gav order till sin fältherre Julius Severus att slå ner revolten med alla till buds stående medel. Det gjorde de romerska legionerna. Cassius Dio talade om att 580 000 judar dödades under fälttåget, och att 50 städer och 985 byar förstördes. Troligen hämnades romarna även för diasporarevolten, som ledde till att romarna måste uppge försöken att inta Partherriket. 

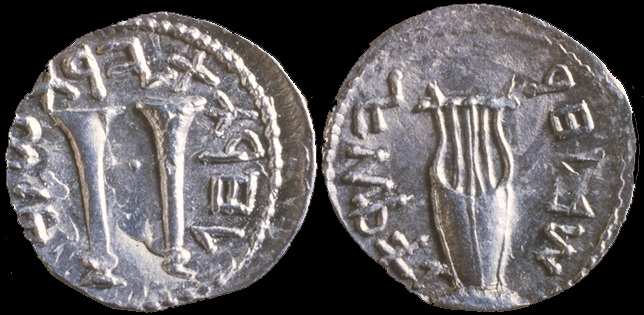
Silvermynt, präglat under Bar Kochba-revoltens styre av Jerusalem. Krona: Trumpeter, omgivna av texten "För Jerusalems frihet. Klave: En lyra och texten "År två, för Israels frihet".

Men även de romerska legionerna tycks ha lidit enorma förluster mot de judiska trupperna. Huruvida motiven till upproret var religiösa råder delade meningar om. Utom rabbi Akiba tycks de flesta andra skriftlärda judiska ha varit emot eller varit likgiltiga gentemot upproret. Upproret tycks ha stötts framför allt av landsortens befolkning. 
Simon bar Kokhba stupade 135 i sista striden i detta krig, nära fästningen Ber-Ter, sydväst om Jerusalem. Många av hans anhängare avrättades, bland dem även rabbi Akiba. Med Bar Kokhbas död slutade revolten och med honom dog även hoppet och tron på en oberoende judisk teokratisk stat, av samma typ som under det mackabeiska kungariket 200 år tidigare.

## Efterspel
Jerusalem förstördes åter en gång, och judarna förbjöds att bosätta sig där. På ruinerna byggde romarna staden Aelia Capitolina. På ruinerna av det förstörda judiska templet byggdes ett Jupitertempel. Men enligt Cassius Dio byggdes templet redan tidigare. 
De överlevande judarna flyttade till andra delar av imperiet, men redan förut bodde större delen av judarna utanför det judiska kärnlandet. 
Helt tömt på judar blev landet tydligen ändå inte, staden Tiberias vid Galileiska sjön blev sedermera ett centrum för judiska skriftlärda; här fanns den judiska domstolen Sanhedrin och en berömd Talmudskola. Här skrevs ”Mischna” fram till cirka 210, och fram till 450 fullbordades ”Talmud” och de ”masoretiska texterna”. Den romerska provinsen Iudaea fick ett nytt namn, Syria Palaestina, och behöll namnet fram till arabernas erövring av provinsen på 600-talet.

### Allmänna källor
- Universität Duisburg-Essen, Institut für Evangelische Theologie
- Adolf Martin Ritter: Alte Kirche